# Cosmosoma deyrolii
Cosmosoma deyrolii là một loài bướm đêm thuộc phân họ Arctiinae, họ Erebidae.